# Jean Batany
Jean Batany (* 13. Juni 1928 in Paris; † 29. März 2012) war ein französischer Romanist und Mediävist.

## Leben und Werk
Batany bestand 1955 die Agrégation im Fach Lettres. Er habilitierte sich 1979 an der Universität Paris IV (Sorbonne) bei Daniel Poirion mit der Arbeit Les origines et la formation du thème des « états du monde » und wurde Professor an der Universität Caen.

## Werke
- Français médiéval. Textes choisis, commentaires linguistiques, commentaires littéraires, chronologie historique, Paris 1972, 1978, 1985
- (Mitarbeiter) Encyclopédie du bon français dans l’usage contemporain. Difficultés, subtilités, complexités, singularités, hrsg. von Paul Dupré; comité de rédaction sous la présidence de Fernand Keller, avec la collaboration de Jean Batany, Paris 1972
- Approches du « Roman de la Rose ». Ensemble de l’œuvre et vers 8227 à 12456,  Paris 1973
- Scène et coulisses du « Roman de Renart », Paris 1989
- Approches langagières de la société médiévale, Caen 1992